# Robert Heyse
Robert Heyse (10 mei 1908 – 7 juli 1977) was een Belgische voetballer en trainer. Hij is een van de vijf internationals van Racing Gent, samen met Guillaume Meulders, René Schietse, Laurent Grimmonprez en Clément Keerstock.

## Spelerscarrière
Als zeventienjarige sloot Robert Heyse in februari 1920 aan bij Racing Gent. Pas na vijf jaar kreeg hij zijn kans in het eerste elftal op 25 oktober 1925 uit bij Beerschot. Heyse speelde voorin in deze periode en deed het daar erg goed. Hij maakte in zijn eerste drie seizoenen 36 doelpunten voor Racing.
Dat viel ook de selectieheren van de Rode Duivels op en Robert Heyse mocht het in januari 1928 op de linksbuiten proberen tegen Oostenrijk. Het zou zijn enige interland worden.
Bij Racing kreeg hij zware concurrentie voorin van o.a. Van Hove en Richard "Drachir" Van Accoleyen en hij werd vanaf begin jaren dertig steeds meer in de verdediging of het middenveld geposteerd. Hij had vaak last van zenuwen en liep door zijn drieste en onversaagde spelstijl ook geregeld blessures op.
In december 1933 speelde hij zijn laatste wedstrijd in het eerste elftal van Racing Gent tegen Beerschot, toevallig dezelfde tegenstander als de dag van zijn debuut. 
Hij werd na het seizoen 1933-1934 naar RRC Péruwelz getransfereerd waar zijn voormalige ploeggenoot Remi Commine ook al speelde.
Heyse zou nog jaren bij Péruwelz spelen en er na de Tweede Wereldoorlog ook trainer worden.